# Jenynsia weitzmani
Jenynsia weitzmani és una espècie de peix pertanyent a la família dels anablèpids.

## Descripció
- El mascle pot arribar a fer 7,6 cm de llargària màxima i la femella 7,02.
- Nombre de vèrtebres: 33.
- 10-11 radis tous a l'aleta dorsal.
- 9 radis tous a l'aleta anal.[2][3]

## Reproducció
És vivípar.

## Hàbitat
És un peix d'aigua dolça, bentopelàgic i de clima subtropical.

## Distribució geogràfica
Es troba al Brasil: Santa Catarina.

## Observacions
És inofensiu per als humans.